# می‌رم بابا بخرم
می‌رم بابا بخرم فیلمی به کارگردانی امان منطقی و نویسندگی اکبر صادقی ساختهٔ سال ۱۳۵۳ محصول ایران است.

## خلاصه داستان
شهرام (شهرام ثمینی‌پور) با مادرش شیرین (ملوسک) زندگی می‌کند….

## بازیگران
- رضا بیک‌ایمانوردی
- ملوسک
- علی میری
- عزت‌الله رمضانی‌فر
- زانیچ
- شهرام ثمینی‌پور
- مصطفی
- محمدولی احمدلو
- نوروزی
- چنگیز شیرازی
- نریمان شیری‌فرد
- ابوالفضل میرزایی
- علی زاهدی